# Конрад Мьонх
Конрад Мьонх (на немски: Conrad Moench) е германски ботаник.

## Биография
Роден е на 15 август 1744 г. в Касел, Хесен-Касел. От 1786 г. до смъртта си е професор по ботаника в Марбургския университет, където реорганизира ботаническата градина.
Умира на 6 януари 1805 г. в Марбург, Хесен-Касел.

## За него
- Ernst Wunschmann, Moench, Konrad. In: Allgemeine Deutsche Biographie (ADB). Band 22, Duncker & Humblot, Leipzig 1885, S. 163 f.
- Frans Antonie Stafleu, Conrad Moench: a rebel against Linnaeus. В: Taxon. Band 16, Nr. 1, 1967, S. 46–48.
- Frans Antonie Stafleu, Linnaeus and the Linneans. В: Regnum Vegetabile. Band 79, 1971.